# Rušník

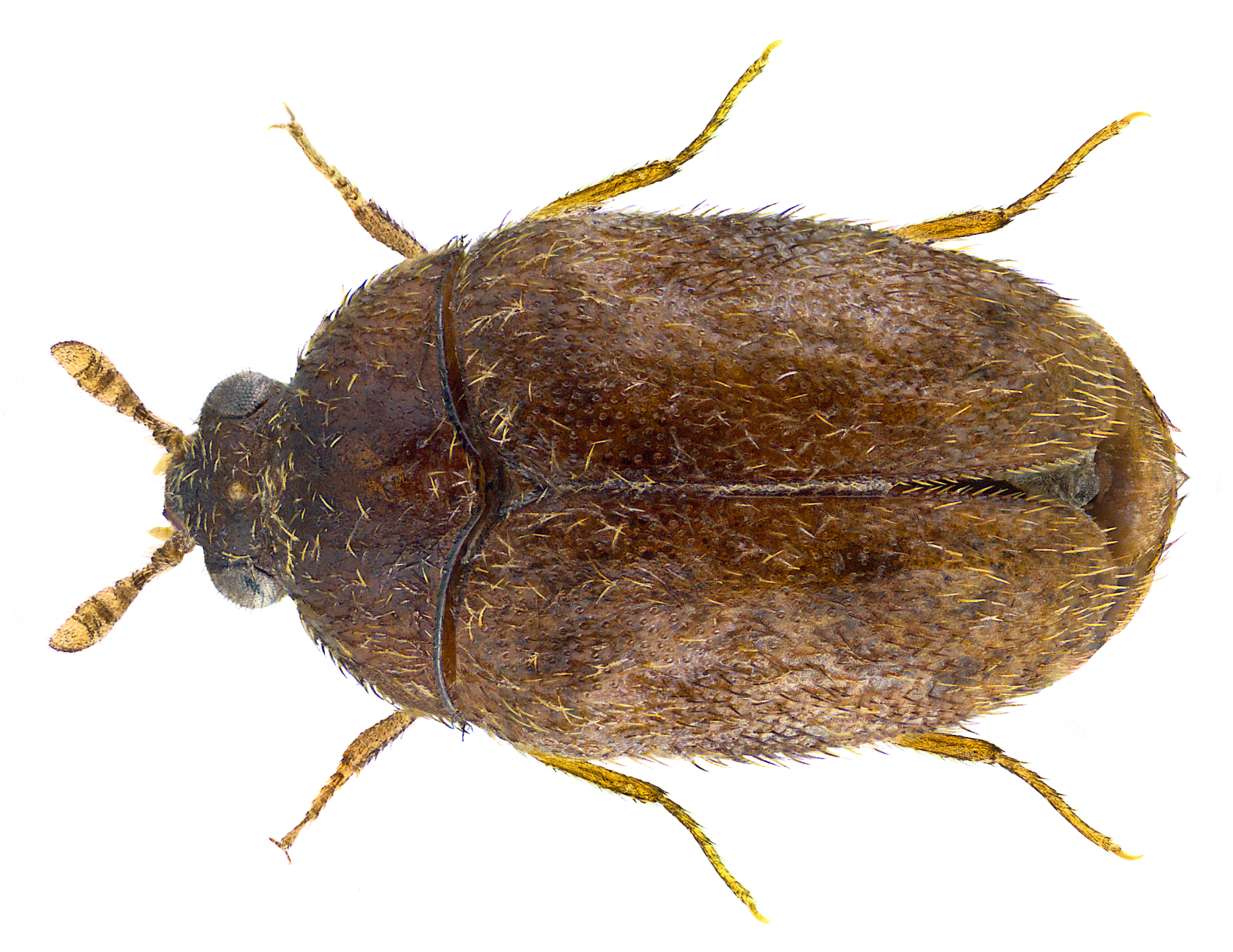
Trogoderma granarium

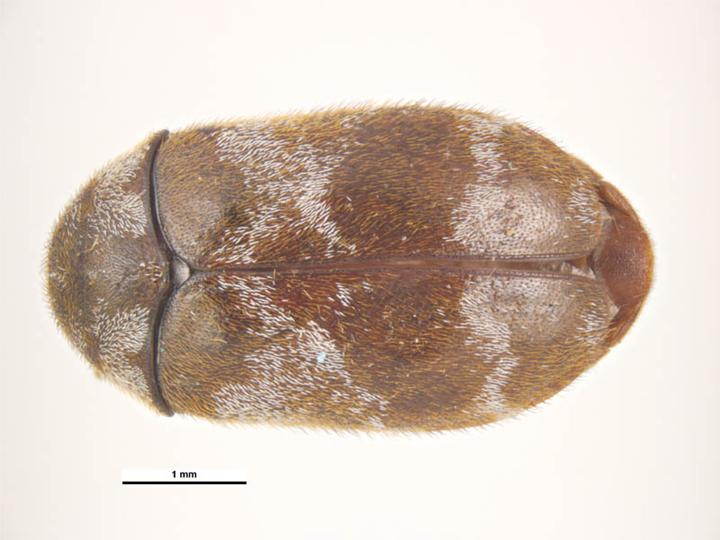
Trogoderma megatomoides

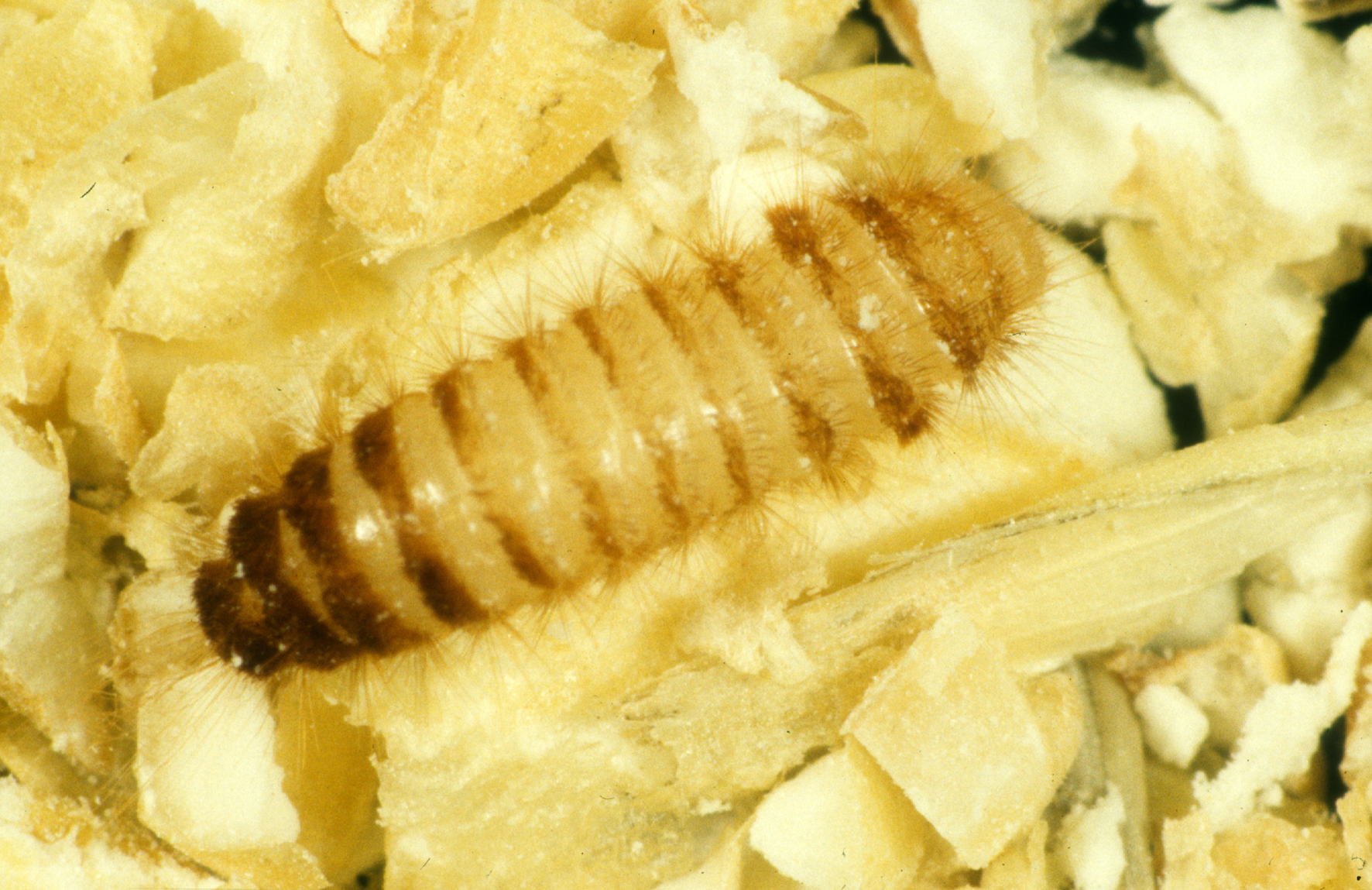
Larva Trogoderma variabile

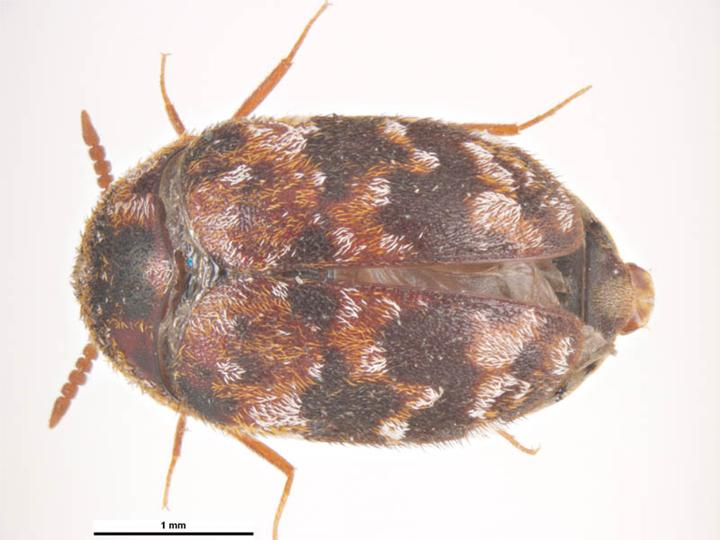
Trogoderma versicolor

Rušník (Trogoderma) je rod brouků z čeledi kožojedovití. Na celém světě existuje asi 135 druhů.
Některé druhy jsou škůdci skladovaných živočišných a rostlinných produktů.

## Druhy
- Trogoderma adelaideum Blackburn, 1891
- Trogoderma albonotatum Reiche, 1868
- Trogoderma alpicorum Blackburn, 1891
- Trogoderma americanum Dejean, 1837
- Trogoderma angustum Solier, 1849
- Trogoderma antennale Broun, 1893
- Trogoderma antipodum Blackburn, 1891
- Trogoderma apicale MacLeay, 1871
- Trogoderma apicipenne Reitter, 1881
- Trogoderma arcanum Zhantiev, 2002
- Trogoderma armstrongi Háva, 2003
- Trogoderma asperatum Fauvel, 1903
- Trogoderma atrum Philippi & Philippi, 1864
- Trogoderma attagenoides Pascoe, 1866
- Trogoderma bactrianum Zhantiev, 1970
- Trogoderma baeri Pic, 1915
- Trogoderma ballfinchae Beal, 1954
- Trogoderma beali Mroczkowski, 1968
- Trogoderma bicinctum Reitter, 1881
- Trogoderma blackburni Lea, 1908
- Trogoderma boganense Armstrong, 1942
- Trogoderma caboverdianum Kalík, 1986
- Trogoderma callubriense Armstrong, 1945
- Trogoderma carteri Armstrong, 1942
- Trogoderma cavum Beal, 1982
- Trogoderma celatum Sharp, 1902
- Trogoderma consors Arrow, 1915
- Trogoderma davidsoni Háva & Kadej, 2006
- Trogoderma debilius Blackburn, 1903
- Trogoderma denticorne Normand, 1936
- Trogoderma deserti Beal, 1954
- Trogoderma difficile Blackburn, 1891
- Trogoderma dominicanum Háva & Kadej, 2006
- Trogoderma ellipticum Armstrong, 1942
- Trogoderma explanaticolle Armstrong, 1942
- Trogoderma exsul Blackburn, 1903
- Trogoderma eyrense Blackburn, 1891
- Trogoderma fantasticum Háva & Kadej, 2006
- Trogoderma fasciferum Blatchley, 1914
- Trogoderma frater Arrow, 1915
- Trogoderma froggatti Blackburn, 1892
- Trogoderma glabrum (Herbst, 1783)
- Trogoderma granarium Everts, 1898
- Trogoderma granulatum Broun, 1886
- Trogoderma grassmani Beal, 1954
- Trogoderma halsteadi Veer & Rao, 1994
- Trogoderma hobartense Armstrong, 1942
- Trogoderma impressiceps Pic, 1915
- Trogoderma inclusum LeConte, 1854
- Trogoderma inconspicuum Armstrong, 1942
- Trogoderma insulare Chevrolat, 1863
- Trogoderma irroratum Reitter, 1881
- Trogoderma kaliki Háva, 2006
- Trogoderma koenigi Pic, 1954
- Trogoderma laevipenne Armstrong, 1942
- Trogoderma larvale Háva, Prokop & Herrmann, 2006
- Trogoderma leai Armstrong, 1942
- Trogoderma lindense Blackburn, 1891
- Trogoderma longisetosum Chao & Lee, 1966
- Trogoderma longius Blackburn, 1903
- Trogoderma macleayi Blackburn, 1891
- Trogoderma madecassum Pic, 1924
- Trogoderma maderae Beal, 1954
- Trogoderma maestum Broun, 1880
- Trogoderma marginicolle Armstrong, 1942
- Trogoderma mauricepici Háva, 2003
- Trogoderma maurulum Blackburn, 1903
- Trogoderma megatomoides Reitter, 1881
- Trogoderma melanarium Sturm, 1843
- Trogoderma mexicanum Reitter, 1881
- Trogoderma meyricki Blackburn, 1891
- Trogoderma mongolicum Zhantiev, 1973
- Trogoderma morio Erichson, 1842
- Trogoderma nigrobrunneum Armstrong, 1942
- Trogoderma nigronitidum Armstrong, 1945
- Trogoderma nitens Arrow, 1915
- Trogoderma obscurum Pic, 1936
- Trogoderma occidentale Blackburn, 1891
- Trogoderma octaedron Peyerimhoff, 1943
- Trogoderma okumurai Beal, 1964
- Trogoderma ornatum (Say, 1825)
- Trogoderma paralia Beal, 1954
- Trogoderma parvum Armstrong, 1942
- Trogoderma pectinicornis Reitter, 1881
- Trogoderma peruvianum Pic, 1954
- Trogoderma picinum Armstrong, 1945
- Trogoderma plagifer Casey, 1916
- Trogoderma primum (Jayne, 1882)
- Trogoderma punctatum Broun, 1886
- Trogoderma puncticolle Broun, 1914
- Trogoderma quadrifasciatum Broun, 1893
- Trogoderma reitteri Blackburn, 1892
- Trogoderma rubiginosum Solier, 1849
- Trogoderma ruficolle Reitter, 1881
- Trogoderma rufipenne Armstrong, 1942
- Trogoderma rufonotatum Pic, 1942
- Trogoderma rufopictum Arrow, 1915
- Trogoderma schawalleri Háva, 2007
- Trogoderma schmorli Reitter, 1881
- Trogoderma seminigrum Pic, 1915
- Trogoderma serraticorne (Fabricius, 1792)
- Trogoderma serratum Dejean, 1837
- Trogoderma serrigerum Sharp, 1877
- Trogoderma setulosum Armstrong, 1942
- Trogoderma signatum Sharp, 1877
- Trogoderma silvicolum Armstrong, 1949
- Trogoderma simplex Jayne, 1882
- Trogoderma sinense Pic, 1927
- Trogoderma singulare Blackburn, 1891
- Trogoderma sinistrum Fall, 1926
- Trogoderma socium Lea, 1895
- Trogoderma stachi Mroczkowski, 1958
- Trogoderma sternale Jayne, 1882
- Trogoderma subfascia (Dahl, 1823)
- Trogoderma subrotundatum Reitter, 1881
- Trogoderma subtile Reitter, 1881
- Trogoderma tasmanicum Armstrong, 1942
- Trogoderma tenuefasciatum Reitter, 1881
- Trogoderma teukton Beal, 1956
- Trogoderma thoracicum Reitter, 1881
- Trogoderma tolarnense Blackburn, 1903
- Trogoderma unifasciatum Pic, 1942
- Trogoderma variabile Ballion, 1878
- Trogoderma variegatum (Solier, 1849)
- Trogoderma varipes Blackburn, 1892
- Trogoderma varium Matsumura & Yokoyama, 1928
- Trogoderma versicolor (Creutzer, 1799)
- Trogoderma vicinum Dejean, 1837
- Trogoderma villosum Dejean, 1821
- Trogoderma vulneratum Fauvel, 1903
- Trogoderma westerduijni Háva & Herrmann, 2007
- Trogoderma whitei Armstrong, 1942
- Trogoderma yorkense Blackburn, 1891
- Trogoderma yunnaeunse Zhang & Liu, 1986